# Tommy Hollis
Tommy Hollis (Jacksonville, 22 marzo 1954 – New York, 9 settembre 2001) è stato un attore cinematografico statunitense.
Ha interpretato 25 film, tra cui Malcolm X, diretto da Spike Lee nel 1992, e Léon, diretto da Luc Besson nel 1994.
È morto nel 2001, per un attacco di cuore.

## Filmografia parziale
- Ghostbusters - Acchiappafantasmi (Ghostbusters), regia di Ivan Reitman (1984)
- Stregata dalla luna (Moonstruck), regia di Norman Jewison (1987)
- Astonished, regia di Jeff Khan e Travis Preston (1988)
- Malcolm X, regia di Spike Lee (1992)
- Léon, regia di Luc Besson (1994)
- I colori della vittoria (Primary Colors), regia di Mike Nichols (1998)